# Классы Бэра
Кла́ссы Бэ́ра — множества математических функций, определяемые согласно классификации, введённой французским математиком Рене-Луи Бэром в 1899 году.

## Классификация
- К классу {\displaystyle 0} относятся все непрерывные функции.
- К классу {\displaystyle 1} относятся все разрывные функции, которые можно представить в виде поточечного предела последовательности функций класса {\displaystyle 0}.
- В общем случае, к классу {\displaystyle n>0} относятся функции, которые не принадлежат ни к одному из классов {\displaystyle m<n}, но которые можно представить в виде поточечного предела последовательности функций классов {\displaystyle m<n}.

## Примеры
- Производная любой дифференцируемой функции принадлежит либо к нулевому, либо к первому классу Бэра.
- Функция Дирихле относится ко второму классу Бэра.